# Taula de Jugurta
La Taula de Jugurta (àrab: مائدة يوغرطة, Māʾidat Yūḡūrṭa) és una muntanya al mig d'una plana al sud de Kalaat Senan a la governació del Kef, a Tunísia. Té 1255 metres d'altura, amb penya-segats de 200 metres, i fou tradicionalment una fortalesa natural i un lloc de refugi.
Va portar els noms de Kalaat Mejjana, Kalaat Mergamenna, Kalaat Buchr i Kalaat al-Sikka, i sempre fou una fortalesa que servia per dominar la regió o de refugi pels habitants del poble de Mergamenna que era als seus peus.
Fou fortalesa de Jugurta que hi fou assetjat per Gai Mari segons el relat de Sal·lusti. També fou refugi dels vàndals contra els bizantins el 533. El 647 s'hi van refugiar els berbers, derrotats pels àrabs i el 686 fou fortalesa del rei berber Kosayla.
El 908 els aglàbides, derrotats a la plana pels fatimites, no s'hi van poder refugiar i foren aniquilats. Després fou utilitzada com a lloc de refugi pels califes fatimites i els emirs zírides. El 1283 l'emir hàfsida Abu-Faris fou derrotat a la plana per un usurpador però el seu oncle Abu-Hafs es va refugiar a la muntanya i va reconquerir Tunis; el 1352 hi fou derrotat pels rebels l'hàfsida Abu-Ishaq.
El 1644 Hamuda Bei va vèncer al xeic Hanecha, que tenia a la Taula una de les seves places fortes. El 1684 s'hi va refugiar Hussein ben Ali, acusat de traïció per la dinastia muradita, i va agafar finalment el poder i fou el fundador de la dinastia husseinita. Al segle xviii fou refugi del cap rebel berber Senan.
Fins al segle xix s'hi va fer un mercat de bestiar; després la menaa (vila de refugi) que hi havia al cim, fou abandonada. Al segle xx els francesos hi van establir una mina però després fou abandonada. Avui dia és un lloc turístic.